# Langues ndu
Les langues ndu sont une famille de langues papoues parlées en Papouasie-Nouvelle-Guinée, dans le bassin du Sepik.

## Classification
Les langues ndu sont rattachées à une famille hypothétique, les langues sepik. Cette hypothèse a été formulée par Laycock (1973). Haspelmath, Hammarström, Forkel et Bank excluent le ndu de la famille sepik et le considèrent comme une famille de langues indépendante.

## Liste des langues
Les langues ndu sont :
- langues ndu 
  - ngala
  - groupe du noyau ndu
    - sous-groupe ambulas-hanga hundi 
      - ambulas
      - hanga hundi

    - boikin
    - manambu
    - sous-groupe sawosique
      - sous-groupe bundi-gaikundi 
        - burui
        - gaikundi

      - koiwat
      - sous-groupe sawos 
        - iatmul
        - keak
        - sos kundi

      - sengo

    - yelogu

## Sources
- (en) William A. Foley, 1986, The Papuan Languages of New Guinea, Cambridge Language Surveys, Cambridge, Cambridge University Press, 1986  (ISBN 0-521-28621-2)